# Cartucho de papel

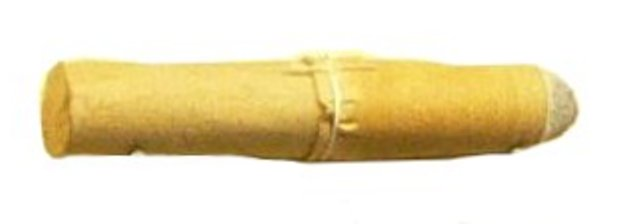
Um cartucho de papel "Chassepot"

Um cartucho de papel é um dos vários tipos de munição usados antes do advento do cartucho metálico. Esses cartuchos consistiam num cilindro ou cone de papel, contendo o projétil, a pólvora e em alguns casos uma espécie de "espoleta", embebidos em agentes lubrificantes e impermeabilizantes naturais. Os cartuchos combustíveis são cartuchos de papel que usam papel tratado com oxidantes para permitir que queimem completamente após a ignição.

## Histórico
Os cartuchos de papel são usados há quase tanto tempo quanto as armas de fogo portáteis, com várias fontes datando o seu uso desde o final do século XIV. Os historiadores observam seu uso por soldados de Christian I em 1586, enquanto o museu de Dresden tem evidências que datam de 1591, e Capo Bianco escreve em 1597 que cartuchos de papel há muito eram usados por soldados napolitanos. Seu uso se generalizou no século XVII. Presume-se que o primeiro exército a usar cartuchos de papel oficialmente tenha sido o "piechota wybraniecka" da Polônia sob o governo de Estêvão Báthory.

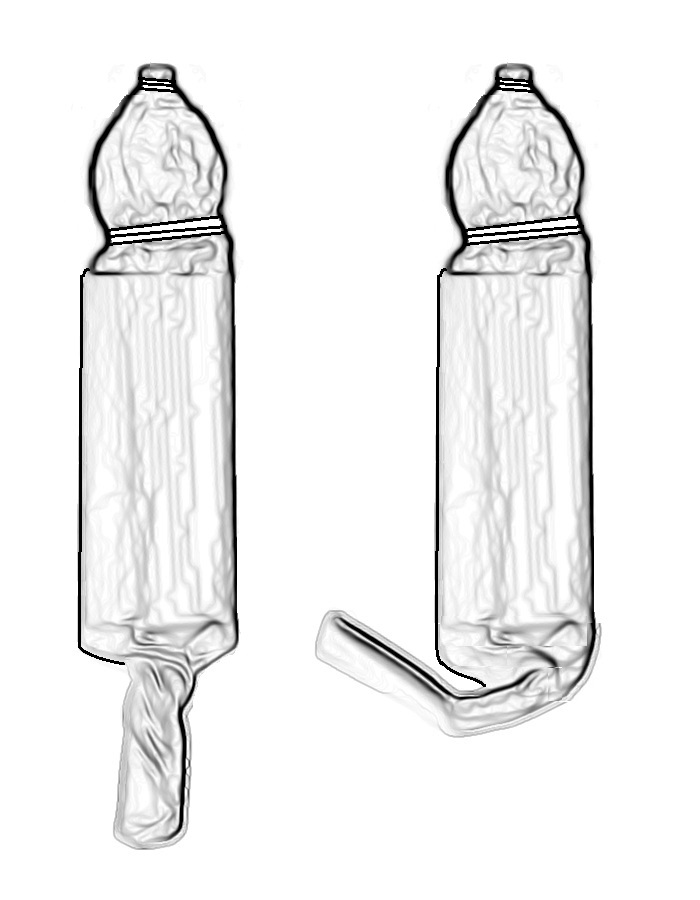
Desenhos de cartuchos de papel.
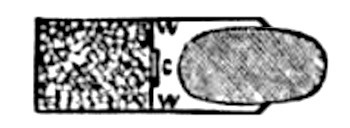
Diagrama de cartucho de papel "agulha".

## Produção e uso
As aplicações mais comuns de cartuchos de papel eram em armas de fogo com munição. Embora possam ser carregados com pólvora à granel e balas esféricas, um cartucho de papel combina uma quantidade pré-medida de pólvora com a bala em uma unidade selada. Isso eliminou a operação de medição da pólvora durante o carregamento. No caso em que vários bagos eram usados, como cargas do tipo "buck and ball", o cartucho também serviu para embalar os bagos, para que eles não tivessem que ser medidos ou contados. O papel do cartucho também servia como uma bucha em armas de fogo de cano liso, que disparava balas menores que o diâmetro do cano, e envolvia uma outra camada de papel ou tecido para que se ajustassem perfeitamente.
O papel usado nos cartuchos variava consideravelmente. As instruções para fazer cartuchos de papel Enfield, publicadas em 1859, que utilizam três folhas de papel de duas espessuras diferentes, mostram a complexidade que pode estar envolvida. Alguns cartuchos, como os dos revólveres de percussão, usavam papel nitrado. Tratada por imersão em uma solução de nitrato de potássio e, em seguida, secagem, isso tornou o papel muito mais inflamável e garantiu que queimasse completamente ao ser disparado.

Diagrama demonstrando a complexidade da montagem dos cartuchos de papel "Enfield".

Apesar da complexidade envolvida em sua construção, os cartuchos de papel foram usados ao longo do século XIX, desde as Guerras Napoleônicas até a Guerra Civil Americana, após a qual foram substituídos por cartuchos metálicos modernos de carregamento pela culatra.
Os cartuchos de papel variavam em sua fabricação com base nas especificações do comprador ou nas práticas do fabricante; um cartucho tendia a ser construído com uma arma específica em mente, com uma carga de pólvora especificada e uma bala do tamanho correto. Um cartucho construído para um mosquete calibre .65" obviamente não poderia ser usado em uma arma calibre .50". No entanto, armas de tamanhos semelhantes muitas vezes podem compartilhar cartuchos. Durante a Guerra Civil Americana, as principais armas de pequeno porte usadas por cada lado foram os mosquetes estriados Springfield Model 1861, calibre .58" (Norte), e Enfield, calibre .577" (Sul). Os dois eram semelhantes o suficiente, para que ambos os lados pudessem fazer uso da munição capturada do inimigo sem problemas. A característica frouxa da munição de "Minié ball" em mosquetes estriados significava que uma munição ligeiramente subdimensionada poderia ser usada em caso de necessidade, embora a precisão fosse degradada em comparação com a munição de tamanho correto.
Existem vários recursos que não são específicos a nenhuma arma de fogo em particular e, portanto, se aplicam a qualquer cartucho de papel. Por exemplo, o cartucho deve ser robusto o suficiente para suportar o manuseio esperado. Isso significa que um papel resistente deve ser usado ou o cartucho deve ser reforçado para resistência. A importância dos cartuchos de papel pode ser percebida pela existência de papel, especialmente produzido para a fabricação de cartuchos. Em alguns casos, os cartuchos foram produzidos diretamente da polpa de papel e formados em um cilindro sem emendas com o diâmetro correto.

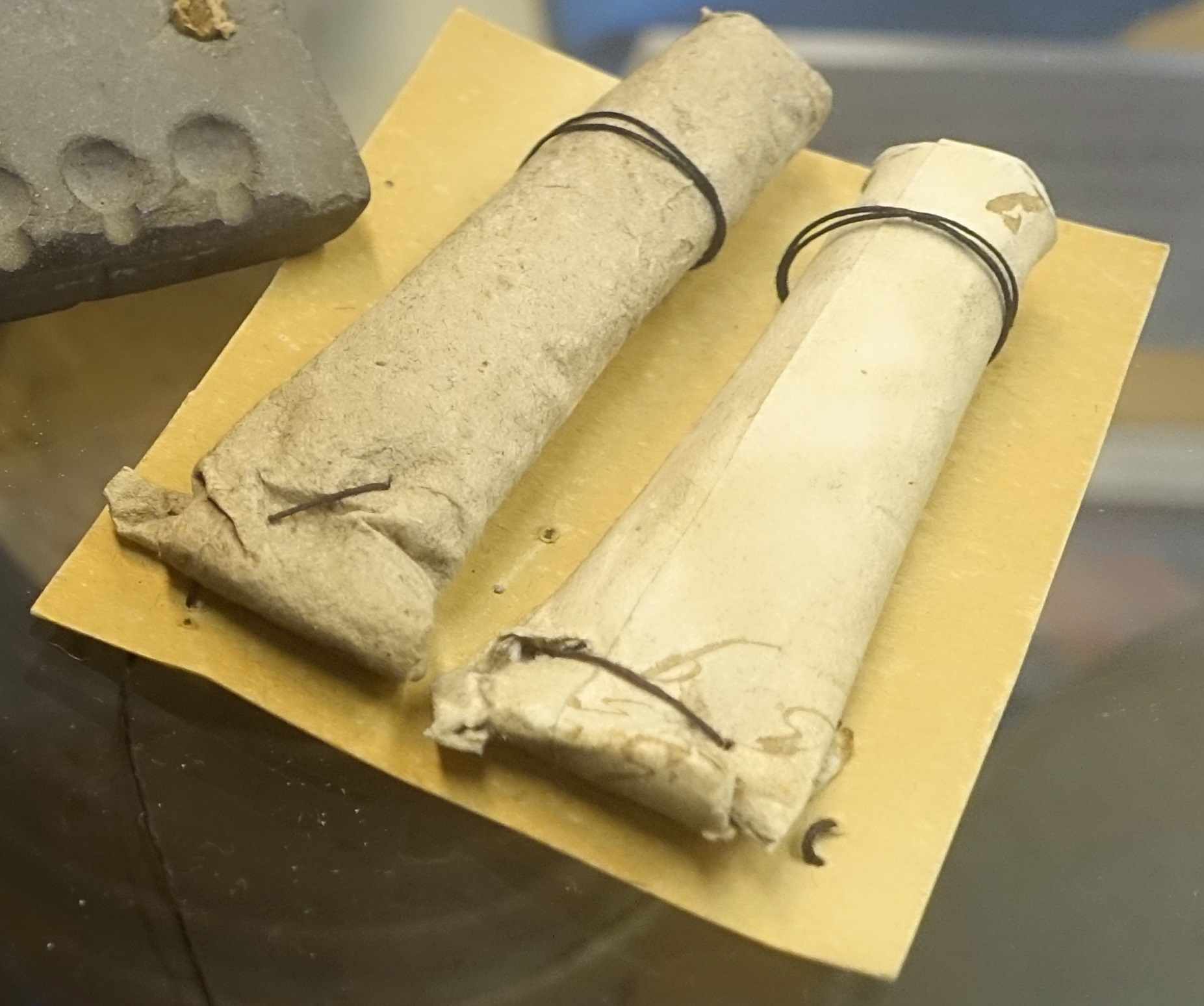
Dois exemplares de cartuchos de papel para mosquetes do período da Guerra Revolucionária.

### Para mosquetes
Do século XVII até cerca de 1865, a maioria dos cartuchos era de papel. Antes da invenção do cartucho, um soldado ou caçador normalmente carregava um mosquete despejando pólvora à granel de um frasco, depois uma bucha opcional (normalmente de linho lubrificado) seguido pela bala. O uso de um frasco costumava ser lento e a quantidade de pólvora poderia variar entre uma carga e outra, afetando o desempenho.
No final do século XV, soldados na Europa e na Ásia tiveram a ideia de colocar cargas de pólvora pré-medidas em pequenos cantis, normalmente usados em uma bandoleira, acelerando assim o processo de carregamento e garantindo melhor consistência.
No final do século XVI soldados na Dinamarca e em Nápoles tiveram a ideia de embrulhar uma quantidade pré-medida de pólvora e também uma bala dentro de um pedaço de papel. Isso garantiu a consistência do pólvora e agilizou o processo de carregamento. No século XVII, o uso de cartuchos de papel se espalhou pela Europa e pela América.

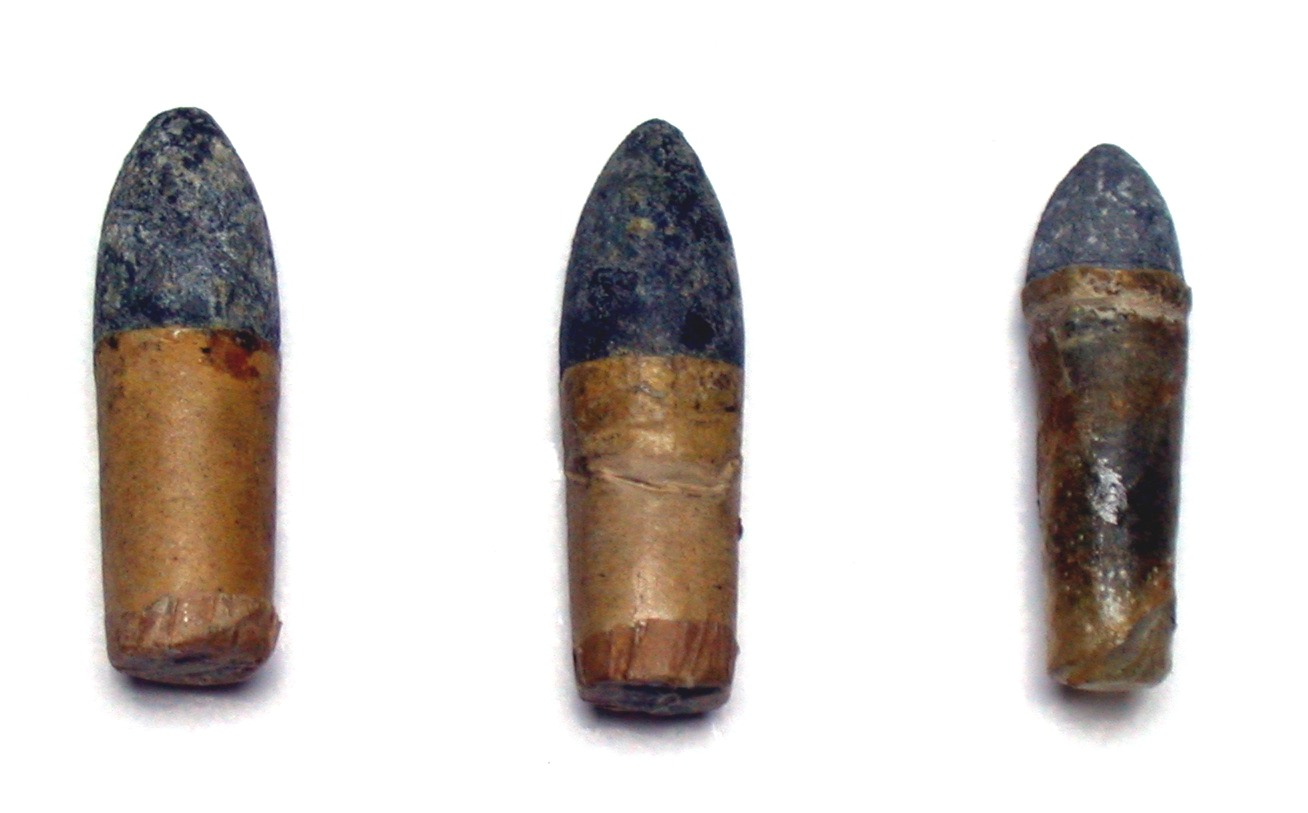
Alguns exemplares de cartuchos de papel: dois no calibre .44 e um no calibre .35.

### Para rifles e pistolas
A importância dos cartuchos de papel pode ser mensurada pelo fato de existir o papel para cartucho, um papel fabricado especificamente para a produção de cartuchos de papel. Em alguns casos os cartuchos eram produzidos diretamente da polpa de papel moldado num cilindro do diâmetro correto.
Existe um tipo especial de cartucho de papel, chamado cartucho combustível, que usa papéis tratados com substâncias combustíveis fazendo com que eles queimem completamente depois da ignição.